# Anton Lamprecht
Anton Lamprecht (* 12. August 1901 in Allershausen; † 22. Januar 1984 in München) war ein deutscher Maler.

## Leben
Lamprecht wurde als unehelicher Sohn der Dienstmagd Magdalena Brunner geboren. Erst vier Monate nach Lamprechts Geburt heiratete Brunner dessen Vater. Er wuchs in Freising auf. Dort entwickelte er bereits in der Schule seine überdurchschnittlichen zeichnerischen Fähigkeiten. Im Alter von 17 Jahren zog Lamprecht zunächst nach München und ein Jahr später nach Düsseldorf. An der dortigen Kunstakademie nahm er ein Studium  bei Lothar von Kunowski auf, das er nach sechs Semestern mit Auszeichnung abschloss.
Nach einem Jahr als Lehramtskandidat an der Realschule Ohligs-Wald (Rheinland) kehrte Lamprecht 1923 nach München zurück. Dort begann er bei Karl Caspar an der Münchner Kunstakademie Malerei zu studieren. Er war als Mitarbeiter von Caspar bei der Ausmalung des Bamberger Doms beteiligt.
Für seine Arbeit wurde er 1927 mit dem Albrecht-Dürer-Preis der Stadt Nürnberg und 1929 mit dem Rompreis ausgezeichnet. Er war Mitglied des Deutschen Künstlerbundes und der Neuen Gruppe und in der Zeit des Nationalsozialismus der Reichskammer der bildenden Künste. Für diese Zeit ist seine Teilnahme an 19 Ausstellung sicher belegt, darunter 1940 und 1941 die Große Deutsche Kunstausstellung in München.
Anton Lamprecht verstarb ledig am 22. Januar 1984 in München im Alter von 82 Jahren.

## Ehrungen
- 1983: Verdienstkreuz am Bande der Bundesrepublik Deutschland